# 塔齊耶夫岩
77°27′S 166°30′E / 77.450°S 166.500°E
塔齊耶夫岩（英語：Tazieff Rocks），是南極洲的冰原島峰，位於羅斯島，處於米庫角東南面1.5公里的恩迪沃爾皮德蒙特冰川南端，海拔高度約200米，現時由南極條約體系管理。